# Lygosoma punctatum
Lygosoma punctatum é uma espécie de lagarto da família Scincidae encontrada na Índia e no Sri Lanka.